# كارولوس لاسيلا
كارولوس يوهاني لاسّيلا (5 أغسطس 1922 – 26 أكتوبر 1987) كان دبلوماسيًا فنلنديًا بارزًا.
وُلد لاسّيلا في هلسنكي، فنلندا عام 1922 لوالديه آرمس لاسّيلا (1890–1955)، الذي شغل منصب المدير العام، ومارثا صوفيا هولمبيرغ (1888–1975). وكان من أفراد عائلته البارزين فاينو لاسّيلا، أستاذ التشريح، وإلمو لاسّيلا، أستاذ تكنولوجيا الغابات. تزوّج كارولوس لاسّيلا من بريتا سينوف يوليا نا ويلسكمان (1923–1987)، وأنجبا طفلين، ولهما ستة أحفاد.[بحاجة لمصدر]
كان لاسّيلا خبيرًا في اللغة العربية والثقافة العربية، وتولّى مناصب دبلوماسية مهمة. شغل منصب سفير فنلندا لدى بيروت، لبنان بين عامي 1968 و1974، وكان خلال هذه الفترة سفيرًا غير مقيم لدى الكويت (1969–1975)، وجدة، المملكة العربية السعودية (1971)، وعمّان، الأردن (1972–1974).
بعد انتهاء مهمته في لبنان، عُيّن سفيرًا لدى جدة، المملكة العربية السعودية بين عامي 1975 و1977، وكان أيضًا سفيرًا غير مقيم لدى الدوحة، قطر (1974)، والمنامة، البحرين (1975)، ومسقط، عُمان (1975)، وأبو ظبي، الإمارات العربية المتحدة (1975). وكانت آخر مناصبه سفيرًا لدى مدريد، إسبانيا من 1984 حتى وفاته عام 1987، بالإضافة إلى اعتماده سفيرًا لدى المغرب.
توفي كارولوس لاسّيلا وزوجته في 26 أكتوبر 1987 نتيجة فيضان مفاجئ لنهر في جبال الأطلس بالمغرب، أثناء رحلتهما من ورزازات إلى تزناخت، على بُعد نحو 400 كيلومتر جنوب الرباط.